# 국가개발통일당
국가개발통일당(영어: United Party for National Development; UPND)은 잠비아의 현 대통령인 하카인데 히칠레마가 이끄는 사회자유주의 정당이다. 그 당은 아프리카 자유주의 네트워크의 옵서버 회원이다.

## 역사
UPND는 1998년 12월에 설립되었으며, 처음에는 다당제 민주운동(MMD)을 떠난 앤더슨 마조카가 이끌었다. 마조카는 2001년 총선에서 27%의 득표율로 MMD의 레비 무아나와사에 2%도 못 미치는 2위를 차지했으며, 국회의원 선거에서 UPND는 49석을 얻어 MMD에 이어 제2당이 되었다.
2006년 3월 통일민주동맹에 입당했으며, 3대 야당이 총선에 출마했다. 2006년 5월 마조카가 사망한 후, 하카인데 히칠레마는 당수가 되었고 동맹의 대통령 후보가 되었다. 그러나 그는 25%의 득표로 무아나와사와 마이클 사타에 밀려 3위를 하였다. UDA는 2001년 74석보다 줄어든 26석을 얻는데 그쳤다.
히칠레마는 2008년 대통령 보궐선거에 UPND 후보로 출마해 20%의 득표율로 3위를 차지했다. 그는 2011년 총선에서 18%의 득표율로 다시 3위를 차지했고, UPND는 국회에서 28석을 얻어 제3의 정당이 되었다.
히칠레마는 2015년 대선에서 당의 후보로 선정되었다. 히칠레마는 몇몇 MMD 의원들의 지지를 받은 후 애국전선(PF) 후보 에드거 룽구의 주요 경쟁자가 되었다. 히칠레마는 47%의 득표율을 얻었지만 룽구는 48%의 득표율로 당선되었다.
2021년 총선에서 UPND는 약 23년 만에 원내 제1당이 되었고, 24석을 더 확보하여 총 82석을 확보하여 46.64%의 의석을 차지했다. PF는 21석을 잃어 59석을 차지했으며, 35.30%의 의석을 차지하며 잠비아 제1야당이 되었다.
하카인데 히칠레마 UPND 총재는 2021년 2월 14일 총선에서 총재로 재선되었고, 뮤테일 낼루맹고는 2021년 2월 23일 러닝메이트로 임명되었다. 2021년 8월 12일 총선을 앞두고, UPND는 전 PF 당원들과 전 재무장관 펠릭스 무타티, 변호사 케빈 부야 푸브, 찰스 밀루피 등 소수 정당들과 연합하여 'UPND 동맹'이라는 별칭을 얻었다. 지난 6월 잠비아 초대 대통령 케네스 카운다가 사망하면서 3개월간의 공식 선거운동이 잠시 중단됐고, 이후 루사카, 음풀룽구, 나콘데, 남왈라 지역 히칠레마, 낼루맹고 등의 정치폭력 사건으로 선거 당국의 지시에 따라 당선됐다. 부통령 당선인은 59.02%의 득표율을 기록했다. 따라서 2,852,348표와 2위 후보인 에드거 룽구, 은칸두 루오에 20.31%의 득표율로 잠비아의 제2대 대통령 프레드릭 칠루바가 72.59%의 득표율로 가장 가까운 상대와 59.84%의 득표율로 승리한 1996년 총선 이후 가장 많은 득표율을 기록했다.

## 청년 대표
UPND에는 청년 연맹가 있는데, UPND 청년 연맹은 청년들의 우려를 동원하기 위해 결성되었다. 그것은 잠비아 전역의 젊은이들을 대표한다. 이 정당은 청년들과 사회적 계약을 맺어 아프리카에서 처음으로 젊은 의제를 가진 정당이다.